# 丸川タクシー
丸川タクシー有限会社（まるかわタクシー）は、千葉県野田市に本社を置き、野田市全域・柏市の一部・流山市の一部を営業区域とするタクシー事業者。

## 概要
Suica電子マネー（PiTaPaを除く交通系ICカード全国相互利用サービスに対応）、東京四社営業委員会のタクシーチケットが利用できる。

## 事業所
- 本社 - 千葉県野田市中里764

待機所
- 東武野田線（東武アーバンパークライン）川間駅北口
- 東武野田線（東武アーバンパークライン）運河駅西口

## 沿革
- 1957年10月 - 設立。川間駅北口で営業開始。
- 2013年12月 - 運河駅西口で営業開始。

## 車両
トヨタ・クラウンコンフォートが在籍する。約20台の車両を運行する。